# Scansione interlacciata
La scansione interlacciata, o interlacciamento, era un sistema di scansione di immagini video che prevedeva la divisione delle linee di scansione in due parti, dette campi o semiquadri, suddivisi in linee pari e dispari. Questa tecnica permetteva all'occhio umano di percepire una qualità di visualizzazione migliore senza bisogno di aumentare la larghezza di banda della trasmissione.
Un televisore in standard PAL, per esempio, visualizzava 50 semiquadri al secondo (25 pari e 25 dispari). Un quadro completo, quindi, veniva tracciato 25 volte al secondo.

## Origini storiche
La tecnica dell'interlacciamento fu inventata negli anni trenta dall'ingegnere della RCA Randall C. Ballard ((EN)  US2,152,234, United States Patent and Trademark Office, Stati Uniti d'America.), contrapposta alla scansione progressiva di John Logie Baird. A partire dal formato a 405 linee della BBC, questa tecnica fu adottata da tutti gli standard televisivi, fino alla fine degli anni novanta.
I monitor a tubo catodico per uso televisivo sono sempre stati interlacciati fino alla fine degli anni settanta quando l'avvento dei personal computer e delle relative risoluzioni ha comportato la reintroduzione di CRT a scansione progressiva.
L'interlacciamento era anche previsto dai formati per l'alta definizione, in particolare dal 1080i. I moderni televisori al plasma e LCD sono tutti di natura progressiva, mentre monitor CRT interlacciati erano in uso professionalmente per l'equipaggiamento di produzione e controllo, alcuni monitor LCD possono emulare l'interlaccio inserendo delle righe nere nel segnale, per avere un'idea del risultato finale su un tubo catodico.
I CRT interlacciati, per visualizzare i segnali a scansione progressiva, dovevano adottare delle opportune tecniche di interlacciamento; mentre i CRT progressivi (monitor CRT per computer), per visualizzare segnali interlacciati, dovevano adottare delle opportune tecniche di deinterlacciamento.

### Principi della cinematografia
Da un punto di vista tecnico, il cinema consiste in una serie di fotografie proiettate in rapida successione. Il principio della proiezione cinematografica richiede che lo schermo vada illuminato con una velocità alta per prevenire un fastidioso sfarfallio delle immagini (flickering). L'esatta velocità minima necessaria varia in base alla luminosità dell'ambiente, 40 Hz sono accettabili per stanze in penombra, e 80 sono necessari per schermi di grandi dimensioni in ambienti illuminati.
Dal momento che la velocità di scorrimento della pellicola è vincolata da limiti meccanici, per lo meno nei sistemi di trascinamento tradizionali, i proiettori usano un otturatore rotante a farfalla per proiettare più volte lo stesso fotogramma. Nel cinema muto, un otturatore a tre pale proietta tre volte ogni fotogramma di una pellicola che scorre alla velocità di 16 fotogrammi al secondo, illuminando così lo schermo 48 volte al secondo. Con l'avvento del sonoro, la velocità di proiezione più alta (per via della qualità audio) di 24 fotogrammi al secondo permise l'utilizzo di un otturatore a due sole pale mantenendo la frequenza di proiezione a 48 volte al secondo.

### Differenze concettuali tra cinema e televisione
È importante osservare che l'immagine cinematografica non è sottoposta a scansione, ma è fotografata. Per cui paragonare una proiezione cinematografica a una moderna scansione progressiva è impreciso: nella proiezione, ogni punto della pellicola viene proiettato sullo schermo contemporaneamente a tutti gli altri punti dello stesso fotogramma.
La soluzione dell'otturatore a più pale non è quindi utilizzabile per la scansione di un'immagine televisiva. Sarebbe possibile memorizzare un fotogramma video pieno e rileggerlo due volte tramite una memoria di quadro, tecnologia disponibile solo dalla fine degli anni ottanta. Questa tecnica è usata infatti oggi nei televisori a 100 Hz.
Inoltre, i limiti della tecnologia a valvole termoioniche rendeva necessario agganciare la frequenza delle scansioni alla frequenza della rete in corrente alternata (60 Hz negli USA e 50 Hz in Europa) allo scopo di evitare interferenze.

### Il sistema inglese
Nel 1936, quando in Inghilterra furono fissati alcuni standard di trasmissione, i CRT erano limitati a 200 linee di scansione. Utilizzando l'interlacciamento, una coppia di semiquadri da 202,5 linee poteva essere sovrapposta per fornire un limpido fotogramma a 405 linee. La frequenza di scansione verticale restava di 50 Hz, eliminando il problema dello sfarfallio, e con un dettaglio visibile notevolmente migliorato, tale che la BBC definì il sistema ad alta definizione. Questo sistema soppiantò la scansione meccanica progressiva a 240 linee di John Logie Baird, anch'essa utilizzata in quell'epoca.

### Applicazioni moderne
Dopo la Seconda guerra mondiale, i miglioramenti nella tecnologia consentirono a Stati Uniti ed Europa di adottare sistemi con una larghezza di banda maggiore, in grado di avere più linee di scansione e quindi immagini migliori. Il principio alla base di tutti era comunque la scansione interlacciata, particolarmente efficiente in termini di utilizzo di banda in rapporto alla qualità.
Gli Stati Uniti adottarono il sistema a 525 linee a 60 Hz conosciuto come NTSC, l'Europa sviluppò un sistema a 625 linee a cui poi si adeguò anche la Gran Bretagna, per evitare di dover sviluppare un sistema televisivo proprio.
La Francia, che aveva sviluppato un sistema a 819 linee, passò anch'essa allo standard europeo di 625 linee. Nonostante l'ottima qualità, questo sistema era previsto per la trasmissione in banda VHF e aveva un utilizzo dello spettro molto inefficiente.
È utile ricordare che il termine PAL, usato spesso per indicare il sistema di scansione a 625 linee e 50 Hz, in realtà si riferisce solo allo standard di codifica dei colori. Infatti, la Francia adottò il proprio sistema SÉCAM, adottato poi anche in Russia e da altre nazioni, mentre il PAL è usato anche in paesi con scansione 525/60, come il Brasile e l'Argentina.

## Applicazioni
L'Interlacciamento è usato da tutti i sistemi analogici di trasmissione TV di uso corrente:
- PAL (televisione): 50 campi al secondo, 625 linee, campi dispari disegnati per primi
- SÉCAM: 50 campi al secondo, 625 linee
- NTSC: 59,94 campi al secondo, 525 linee, campi pari disegnati per primi

È usato anche nelle trasmissioni digitali, solitamente indicato dalla lettera i dopo il numero di linee di scansione: 480i, 576i e 1080i.

## Vantaggi dell'interlacciamento
Nella progettazione di un sistema video occorre affrontare degli inevitabili compromessi. Uno dei fattori più importanti da esaminare è la larghezza di banda occupata dal segnale, misurata in megahertz (nel caso di un segnale analogico) o bit rate (nel caso di video digitale). Maggiore è la banda, maggiori sono il costo e la complessità del sistema. L'interlacciamento è una tecnica particolarmente utile per ridurre la banda del segnale di un fattore pari a due, dato un certo numero di linee e una frequenza di visualizzazione. 
Come alternativa, una larghezza di banda determinata è sufficiente per fornire un segnale video interlacciato con una frequenza di visualizzazione doppia per un dato numero di linee. Una frequenza di visualizzazione elevata riduce lo sfarfallio nei monitor CRT e migliora la visualizzazione dei movimenti, aumentando la risoluzione temporale del sistema di scansione. Il sistema visivo umano calcola la media tra i fotogrammi rapidamente visualizzati in un video, e quindi gli artefatti generati dall'interlacciamento non sono percepibili se trasmessi alla velocità corretta.
A parità di banda e di frequenza di scansione, il video interlacciato permette di ottenere una risoluzione spaziale più alta rispetto a quella della scansione progressiva. Per esempio, un segnale in alta definizione 1080i50, interlacciato con risoluzione 1920x1080 e frequenza di 50 Hz, occupa una banda simile a un segnale 720p50, a scansione progressiva con risoluzione di 1280×720 e frequenza 50 Hz. Il primo segnale però ha circa il 50 % in più di risoluzione spaziale.
Si noti, comunque, che questi esempi presuppongono l'uso di segnali non compressi. Il tipo di compressione dei dati usato in realtà per l'alta definizione è meno efficiente per il video interlacciato, e quindi il risparmio effettivo di banda è meno della metà. In effetti, è un dato di fatto che le immagini interlacciate sono più difficili da comprimere rispetto a quelle progressive.

## Problemi causati dall'interlacciamento
Il video interlacciato è progettato per essere acquisito, registrato, trasmesso e visualizzato sempre restando interlacciato. Il limite principale della tecnica dell'interlacciamento è la creazione di artefatti visibili durante i movimenti rapidi, in particolare in quei soggetti che si muovono abbastanza velocemente da essere in due posizioni diverse nei due semiquadri di uno stesso fotogramma.
Gli artefatti sono facilmente visibili durante la riproduzione di immagini fisse o a velocità inferiori a quella nominale.
Dal momento che i monitor dei computer sono di natura progressiva, un segnale interlacciato verrà visualizzato su di essi con presenza di artefatti. In particolare, l'uso generalizzato di software per il montaggio richiede spesso l'uso di hardware apposito per visualizzare il video interlacciato correttamente. Un monitor esterno è di uso molto comune, nonché pratica raccomandata.
Per minimizzare gli artefatti visibili su un monitor a scansione progressiva, esiste una tecnica nota come deinterlacciamento. Il video risultante è spesso di risoluzione inferiore, soprattutto nelle aree con oggetti in movimento. I televisori al plasma o LCD, integrando un sistema di deinterlacciamento, sono spesso utilizzati per visualizzare segnali interlacciati.
Un altro problema causato dall'interlacciamento è l'effetto twitter, visibile quando il video contiene un livello di dettaglio verticale vicino alla risoluzione orizzontale del formato. Per esempio, un motivo a righe orizzontali sottili può apparire confuso, come se linee si spostassero orizzontalmente da un semiquadro all'altro. Si tratta di un problema simile all'intermodulazione causata dai dettagli fini nel video composito. Le persone che lavorano in televisione sanno, infatti, che è necessario evitare abiti a righe sottili durante le riprese, anche se le telecamere di fascia alta integrano un filtro passa basso per arginare questo problema.

Questa animazione mostra l'effetto twitter. Le due immagini interlacciate usano metà della larghezza di banda di quella progressiva. L'immagine interlacciata (la seconda da sinistra) duplica perfettamente quella progressiva (la prima), ma i dettagli provocano l'effetto twitter. Il video interlacciato è di solito filtrato per evitare questo effetto ma a spese della nitidezza.
Nella quarta immagine è visibile l'effetto di un duplicatore di linee, che elimina il twitter ma non è in grado di ripristinare la risoluzione originale.
Nota – A causa della frequenza ridotta, lo sfarfallio delle immagini interlacciate è molto accentuato.

L'effetto flicker è il motivo principale per cui l'interlacciamento non è utilizzabile sui monitor dei computer. La leggibilità del testo ne risulta infatti fortemente compromessa per via del livello di dettaglio normalmente usato da tali monitor: un pixel è tipicamente alto quanto una riga di scansione, e verrebbe quindi visualizzato per un semiquadro solo, seguito da un uguale periodo di buio. La frequenza di scansione sarebbe in pratica dimezzata.
Per evitare questo problema, i televisori normali di consueto non visualizzano i dettagli in maniera troppo nitida. La grafica generata da computer per uso televisivo deve considerare una risoluzione teorica dimezzata (o ancora inferiore) rispetto a quella reale. In questo modo, la dimensione del testo sarà tale da far rientrare una linea orizzontale in almeno una linea di scansione. La maggior parte dei caratteri usati in televisione prevede sbarre larghe e non ha le grazie.

## Interlacciamento e computer
Negli anni '70, gli home computer e le console per videogiochi potevano essere connesse al televisore domestico. All'epoca, un segnale a 525 o 625 linee era ben al di là delle capacità grafiche dei computer di basso costo, per cui questi implementavano un sistema che tracciava ogni linea sopra la stessa linea del semiquadro precedente, invece di intercalarle. Si trattava, in effetti, di un ritorno alla scansione progressiva non più in uso dagli anni '20.
Dal momento che ogni semiquadro comprendeva un quadro video completo, in termini moderni questo sistema sarebbe noto come 240p sui televisori NTSC e 288p su quelli PAL.
Anche se i dispositivi domestici potevano generare un simile segnale, questa pratica era fuori standard per gli standard di trasmissione.
Gli standard video come il CGA costituivano un'ulteriore semplificazione, omettendo la modulazione della sottoportante colore e permettendo una connessione più diretta tra il computer e il monitor.
Verso la metà degli anni '80, le schede grafiche erano molto migliorate e vi fu la necessità di nuovi monitor. L'Apple IIGS era limitato, per esempio, a una risoluzione massima di 640×200, con pixel alti e stretti, e problemi nella visualizzazione di immagini realistiche. Alcune soluzioni prevedevano l'uso di monitor dedicati. Senza la necessità di essere trasmessi, i segnali potevano occupare più banda dei 6, 7 e 8 MHz previsti dagli standard televisivi.
La Apple integrò un monitor 342p nel Macintosh, e lo standard EGA per i PC compatibili IBM aveva un formato di 350p.  L'Amiga poteva invece generare un vero segnale NTSC o PAL interlacciato (insieme ad alcune varianti RGB). Per questo motivo l'Amiga dominò il mercato della produzione televisiva fino alla metà degli anni 90. Tuttavia, il video interlacciato creava problemi alla visualizzazione di applicazioni più tradizionali.
Nel 1987 venne introdotto lo standard VGA, che divenne presto uno standard per i PC. Anche la Apple lo adottò due anni dopo, quando lo standard venne espanso per il suo sistema di colore a 24 bit.
Nei primi anni novanta i fabbricanti di monitor e schede grafiche introdussero nuovi standard, che ancora una volta prevedevano l'interlacciamento. Questi monitor usavano frequenza di scansione molto alte, per evitare lo sfarfallio. Questo tipo di monitor non riscosse un grande successo, anche se lo sfarfallio era molto ridotto la mancanza di dettaglio e la stanchezza visiva erano un serio problema. L'interlacciamento venne abbandonato per i monitor dei computer, e alcuni produttori pubblicizzarono anche schede con risoluzioni “non interlacciate”. Questo è il motivo per cui l'industria informatica si è opposta all'uso dell'interlacciamento per l'alta definizione, a favore del 720p.